# Microhydrula limopsicola
Microhydrula limopsicola är en nässeldjursart som beskrevs av Jarms och Tiemann 1996. Microhydrula limopsicola ingår i släktet Microhydrula och familjen Microhydrulidae.
Artens utbredningsområde är Södra Ishavet. Inga underarter finns listade i Catalogue of Life.